# 老师·好
《老师·好》（英語：Song of Youth），是2019年上映的校园青春电影。由于谦、汤梦佳、王广源、秦鸣悦领衔主演，2019年3月22日于中国大陆上映，2019年9月26、29日於澳门中国优秀电影展上映两天。

## 演员列表

### 主要演员
| 演员姓名 | 角色名称 | 介绍 |
| 于谦     | 苗宛秋   | 高（一～三）三班的國文老師兼班主任，一路帶學生帶了三年，是個令學生相當敬重的優良教師。當年高考曾錄取北京大學中文系。曾因私下開辦補習班為學生補習課業而被停職，經調查後得知並未收取補課費而復職並獲得學校住房表揚，但卻選擇該年結束離職返老家。 |
| 汤梦佳   | 安静     | 功課好，是三班的班長，模擬考全縣第二名，從礦山中學轉學而來。但在班上較少說話，與洛小乙有感情線。高考志願選填和苗老師當年錄取學校-北大中文系。然而最後因車禍重傷而無法參加高三那年的高考，之後仍然屢試不第而選擇放棄北大夢想。                  |
| 王广源   | 洛小乙   | 個性桀敖不馴，有黑道背景，與安靜有感情線。 |
| 秦鸣悦   | 关婷婷   | 思想前衛的女生，喜歡洛小乙，略為傲嬌及自戀，曾誤會他與安靜在交往而傷害了班級和諧。 |

### 其他演员
| 演员姓名 | 角色名称 | 介绍 |
| 徐子力   | 王海     | 綽號腦袋，戴著一副近視眼鏡，看似老學究的樣子，事實上大智若愚，喜歡賣弄文學。未來也想和像苗老師一樣當個老師。                                       |
| 孙艺杨   | 刘昊     | 綽號耗子，因為家裡窮，自己得了腦瘤交不起醫藥費，所以在班上幹起奸商勾當，但實非自己所願，實在是因為沒辦法，在高三時腦瘤治好回到班上和同學一起上課。 |
| 徐紫茵   | 李海燕   | 婷婷的好友，班上的八卦女王，一開始時是以波浪捲方式出場，被老苗要求燙回直髮。                                                                       |
| 郝鹏飞   | 蒋文明   | 班上的蹦迪王 |
| 郜玄铭   | 郭建设   | 班上的蹦迪王 |
| 吴京     | 体育老师 | |
| 张国立   |          | |
| 何冰     |          | |
| 乔杉     |          | |
| 艾伦     |          | |
| 马苏     |          | |

## 票房
中国大陆收获3.53亿人民币票房。
| 上一届： 《比悲傷更悲傷的故事》 | 2019年中国內地一周票房冠军 第12週 | 下一届： 《反贪风暴4》 |

## 爭議
韓國誠信女子大學教授徐坰德稱吳京的綠色外套抄襲2021年上線的《魷魚遊戲》戲服，在中國引起極大迴響。

## 獎項
| 年份 | 頒獎典禮             | 獎項             | 入圍者      | 結果 |
| ---- | -------------------- | ---------------- | ----------- | ---- |
| 2023 | 第18屆中國電影華表獎 | 優秀青年電影創作 | 《老師·好》 | 獲獎 |